# Emily LeSueur
Emily LeSueur z domu Porter (ur. 7 listopada 1972 w Glendale) – amerykańska pływaczka synchroniczna, mistrzyni olimpijska.
Na igrzyskach panamerykańskich rozgrywanych w 1991 zdobyła tytuł mistrzyni w konkurencji zespołów. W 1996 uczestniczyła w igrzyskach olimpijskich w Atlancie, gdzie udało się zdobyć razem z innymi koleżankami z kadry złoty medal (Amerykanki uzyskały ostatecznie rezultat 99,720 pkt).